# Rolls-Royce Trent 800
Rolls-Royce Trent 800 — висококонтурний турбовентиляторний двигун, вироблений Rolls-Royce plc, один із варіантів двигунів для ранніх варіантів Boeing 777. Запущений у вересні 1991 року, він вперше був випущений у вересні 1993 року, отримав сертифікат EASA 27 січня 1995 року та введений в експлуатацію в 1996 році. Досяг 40% частки ринку, випередивши конкуруючі PW4000 і GE90, а останній 777 з двигуном Trent 800 був поставлений у 2010 році. Trent 800 має тривальний тип Trent із 280 сантиметровим вентилятором. З коефіцієнтом перепуску 6,4:1 і загальним коефіцієнтом тиску, що досягає 40,7:1, який створює тягу до 413,4 кН (92 940 фунт-сил).

## Розробка

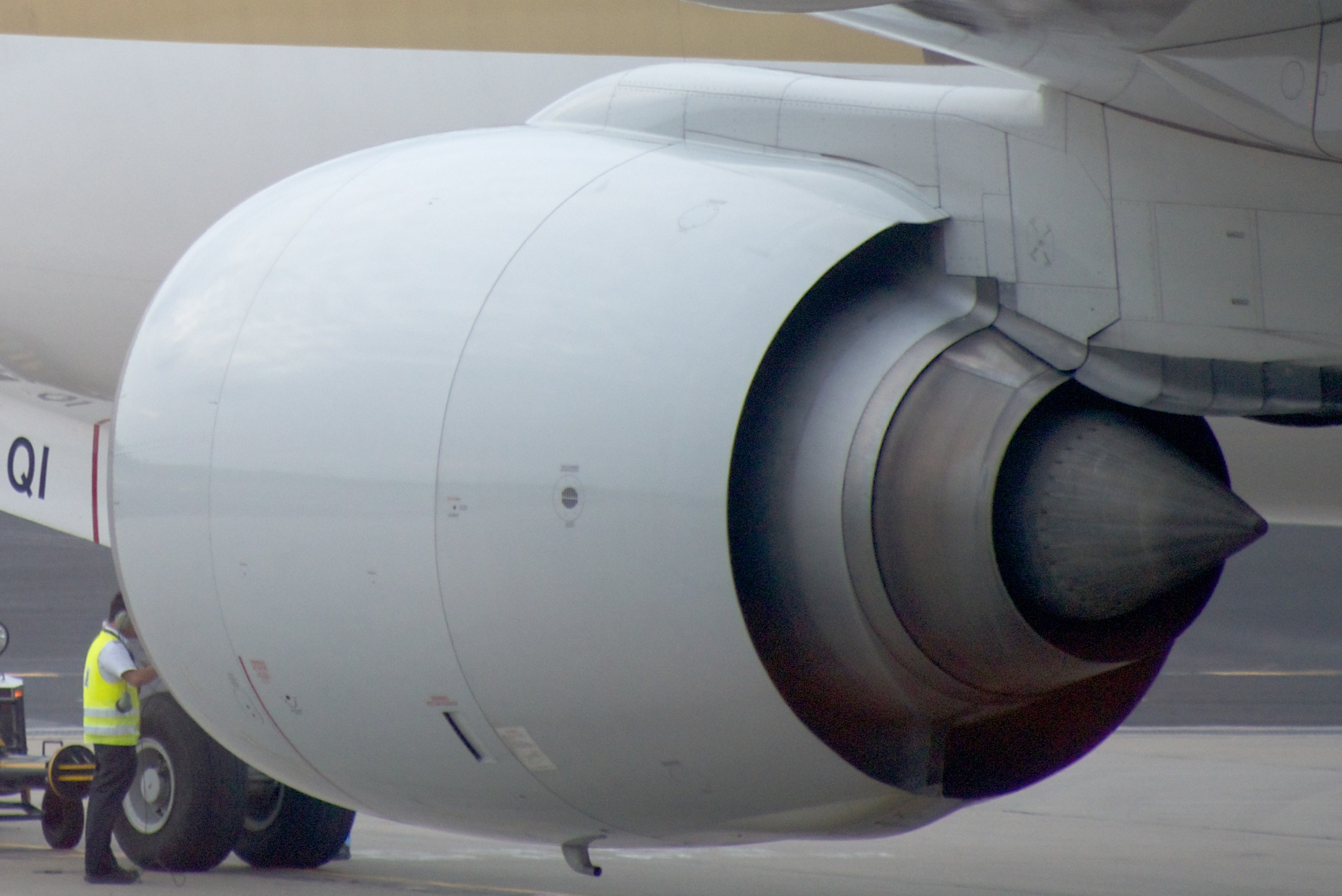
Вид ззаду гондоли 777 з окремими основним і обвідним потоками

До 1990 року, коли Boeing вивчав збільшений 767-X, Rolls-Royce пропонував свій двигун Trent із більшим на 110 см вентилятором, що приводиться в дію новою, більшою турбіною низького тиску, модифікованим компресором IP, без витяжного змішувача. Він досяг 75,000 до 85,000 фунтс (0,33362 до 0,37810 кН), який був сертифікований на початку 1995 року для впровадження в середині 1995 року, з потенціалом зростання до 90,000—95,000 фунтс (0,40034—0,42258 кН) з новим сердечником HP. Отримавши відмову від British Airways, Rolls-Royce випустив Trent 800 у вересні 1991 року з замовленням Thai Airways на суму 250 мільйонів фунтів стерлінгів (432,5 мільйона доларів) на 15 Boeing 777. Сертифікація була запланована на 1995 рік, а перші поставки на січень 1996 року.
Заявку на сертифікацію було подано 2 квітня 1992 року. До вересня 1992 року його вентилятор мав бути випробуваний, а повне випробування було заплановано на вересень 1993 року. Сертифікація була видана EASA 27 січня 1995 року.  Перший Boeing 777 з двигунами Trent 800 здійснив політ 26 травня 1995 року, а схвалення ETOPS було надано FAA 10 жовтня 1996 року. Trent 800 введено в експлуатацію на Boeing 777 у 1996 році  Thai Airways 31 березня.
У 1995 році Trent 800 отримав велике замовлення від Singapore Airlines, традиційного клієнта Pratt & Whitney. У 1996 році Rolls-Royce займав 32% ринку, перевищуючи GE, але поступаючись PW. До червня 1998 року флот із 33 літаків мав надійність відправки Trent 800 понад 99,96%. До липня 1999 року компанія Rolls отримала 45% усіх замовлень на двигуни для 777.
Пізніше Trent 800 досяг 40% ринку двигунів із варіантами 777, для яких він доступний. За сінгапурським замовленням пішли великі замовлення від American Airlines і Delta Air Lines. British Airways оголосила у вересні 1998 року, що повертається до Rolls-Royce для своєї другої партії 777, і знову зробила це у квітні 2007 року. Також включили їх авіакомпанії Air New Zealand і Kenya Airways.
Останній 777 із двигуном Trent 800 був поставлений у 2010 році. Пізніші -300ER, -200LR, 777F, Boeing 777X-8 і -9 оснащені виключно двигунами GE Aviation.
З 2014 року Rolls-Royce пропонує оновлену версію двигуна, відому як Trent 800EP. Він включає технологію двигунів Trent 1000 і Trent XWB, включаючи еліптичні передні кромки на лопатях компресора середнього та високого тиску. Rolls-Royce стверджує, що це забезпечує 0,7% вигоди при спалюванні палива.

## Дизайн

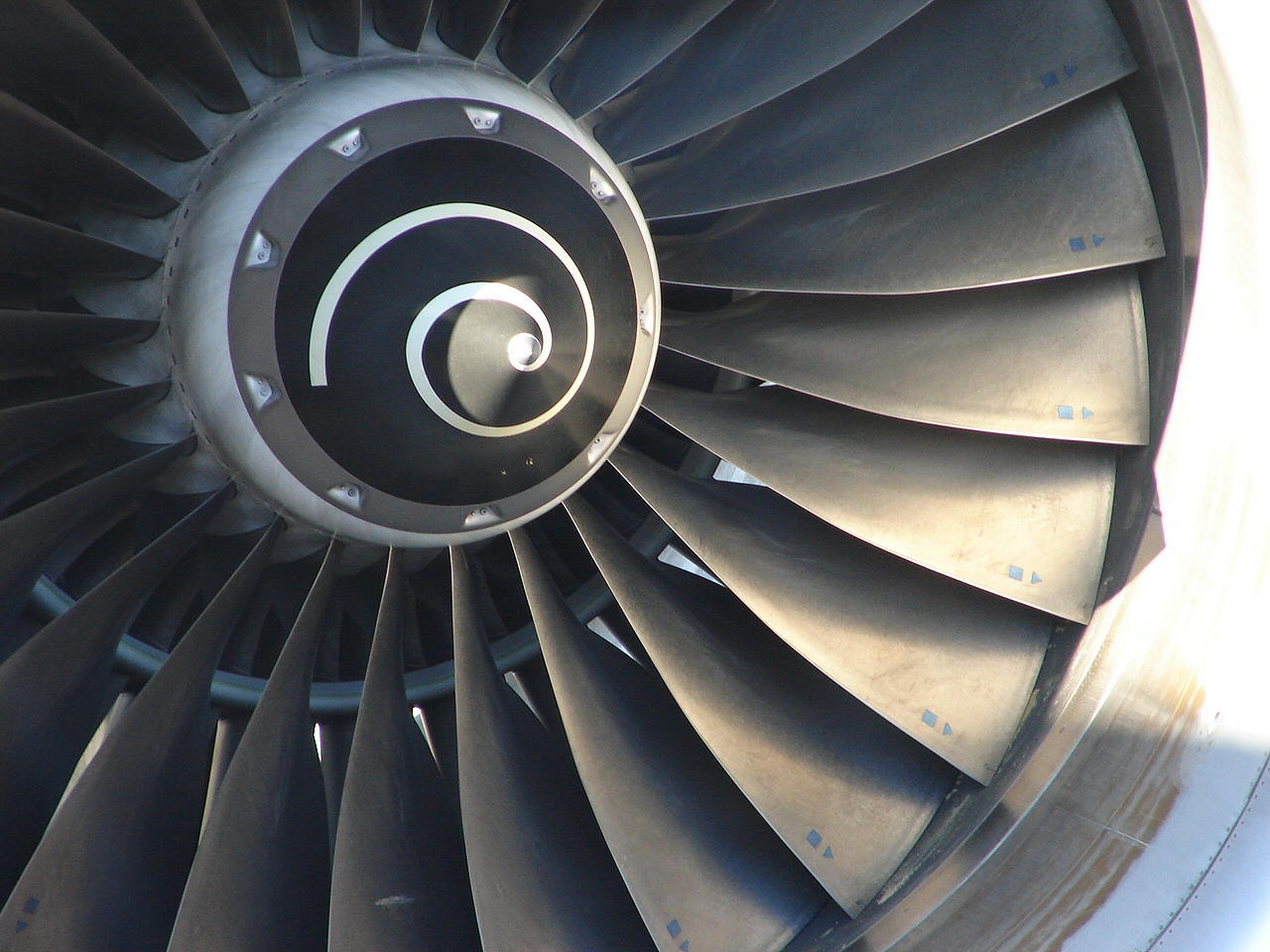
280 сантиметровий вентилятор має 26 широких титанових лопатей.

Trent 800 — це турбовентиляторний двигун з осьовим потоком і високим байпасом із трьома коаксіальними валами. Вентилятор приводиться в рух 5-ступінчастою осьовою турбіною LP (3300 об/хв), 8-ступінчастим компресором IP (7000 об/хв) і 6-ступінчастим компресором високого тиску (10611 об/хв) які працюють від одноступеневої турбіни. Він має кільцеву камеру згорання з 24 паливними форсунками та контролюється електронно-цифровою системою управління двигуном. Двигун має коефіцієнт двоконтурності 6,4:1 у крейсерському режимі та загальний коефіцієнт тиску від 33,9 до 40,7:1 на рівні моря тяги при зльоті 340,6–413,4 кН. 2,8-метровий вентилятор має 26 титанових лопаток вентилятора з дифузійним зв’язком.
Японські KHI і Marubeni Corporation є партнерами по розподілу ризиків і доходів на Trent 800. 

## Інциденти
17 січня 2008 року Boeing 777-236ER авіакомпанії British Airways, який виконував рейс BA038 з Пекіна до Лондона, здійснив аварійну посадку в Хітроу після того, як обидва двигуни Trent 800 втратили потужність під час останнього заходу на посадку. Подальше розслідування виявило, що лід, що виділяється з паливної системи, накопичувався на теплообміннику паливо-масляний, що призвело до обмеження потоку палива до двигунів.  Це призвело до того, що Директиви щодо льотної придатності зобов’язують замінити теплообмінник.  Компанія Rolls-Royce розробила модифікацію, щоб запобігти повторенню проблеми, яка передбачала заміну передньої панелі, яка мала багато маленьких виступаючих трубок, на плоску.